# Moba (territorium)
Moba är ett territorium i Kongo-Kinshasa. Det ligger i provinsen Tanganyika, i den sydöstra delen av landet, 1 600 km öster om huvudstaden Kinshasa.